# Matylda II (hrabina Boulogne)
Matylda (ur. ok. 1195/1200, zm. 1258, 14 stycznia 1259, 14 stycznia 1261 lub pomiędzy 9 października 1261 a 8 lutego 1263) – hrabina Boulogne od 1216, królowa Portugalii w latach 1248–1253.

## Życiorys
Matylda była jedyną córką hrabiny Boulogne Idy i Renalda z Dammartin. Już w sierpniu 1201, dla przypieczętowania sojuszu ojca Matyldy, Renalda, z królem Francji Filipem II Augustem, została zaręczona z synem królewskim Filipem Hurepelem. Małżeństwo zostało zawarte w 1216 i Filip objął hrabstwo Boulogne, odebrane przez króla Renaldowi po bitwie pod Bouvines.
Gdy w 1234 Filip zmarł, Matylda poślubiła przebywającego na dworze francuskim znacznie młodszego księcia portugalskiego Alfonsa. Małżeństwo to zaaranżowała królowa-wdowa francuska Blanka kastylijska, która w ten sposób udaremniła próbę poślubienia Matyldy przez Szymona z Montfort. Gdy Alfons został w 1248 królem Portugalii, bezdzietne małżeństwo musiało zostać rozwiązane, co nastąpiło po kilku latach (1253). Sprzeciwiał się temu jednak papież Aleksander IV, który nawet ekskomunikował Alfonsa. Dopiero śmierć Matyldy ostatecznie rozwiązała problem legalności drugiego małżeństwa Alfonsa.
Data śmierci Matyldy nie jest pewna. Zgodnie z Chronicon Savigniacense miała ona umrzeć w 1258, zaś Breve Chronicon Alcobacense wskazuje, że żyła jeszcze w momencie narodzin infanta Dionizego (9 października 1261), lecz zmarła przed narodzinami jego młodszego brata Alfonsa (8 lutego 1263). W opracowaniach pojawiają się także daty 14 stycznia 1259 oraz 14 stycznia 1261. Po śmierci Matyldy hrabstwo Boulogne przypadło jej krewnej Adelajdzie.

## Życie prywatne
Matylda z małżeństwa z Filipem miała córkę Joannę (1219–1252), żonę pana Montjay Waltera z Châtillon. Być może dzieckiem Matyldy i Filipa był także Alberyk (1222–po 1284), który miał zrzec się dziedzictwa na rzecz siostry i wyjechać do Anglii – jednak o tej filiacji świadczy późne źródło, natomiast brak jest źródeł z epoki, które by ją potwierdzały.